# Kiyozumi Kiriyama
Kiyozumi Kiriyama (桐山 清澄) (né le 7 octobre 1947 à Shimoichi) est un joueur professionnel de shogi japonais. Il a arrêté sa carrière de joueur professionnel en avril 2022.

## Biographie

### Premières années
Kiyozumi Kiriyama apprend à jouer au shogi à l'âge de cinq ans et joue plusieurs parties pédagogiques contre Kozo Masuda pendant son enfance. En 1957, à l'âge de neuf ans, il emménage à Tokyo chez Masuda pour y étudier le shogi mais sujet au mal du pays, il retourne chez lui quelques mois plus tard.
Il ne perd pas pour autant sa passion pour le shogi et l'année suivante il intègre le centre de formation régional du Kansai dirigé par la Fédération japonaise de shogi sous la tutelle de Toshiji Masuda (ja). Il obtient le titre de professionnel en 1966,.

### Carrière au shogi
Kiriyama a fait partie du conseil d'administration de la fédération japonaise de shogi entre 1976 et 1978.

## Palmarès
Kiriyama a participé à dix finales de titres majeurs et en a remporté quatre. Il a également remporté sept titres secondaires, dont le Oza en 1972 qui a par la suite été promu en un tournoi majeur.

### Titres majeurs
| Titre  | Victoires           | Victoires | Finales perdues |
| ------ | ------------------- | --------- | --------------- |
| Meijin |                     | 0         | 1981            |
| Judan  |                     | 0         | 1983            |
| Kisei  | 1986 A et B, 1987 A | 3         | 1976 A, 1987 B  |
| Oi     |                     | 0         | 1986            |
| Kiō    | 1984                | 1         | 1985            |